# Роберт Бунзен
Ро̀берт Вѝлхелм Ѐберхард Бу̀нзен (на немски: Robert Wilhelm Eberhard Bunsen; * 31 март 1811, Гьотинген – † 16 август 1899, Хайделберг) е немски химик. Заедно с Густав Кирхоф открива спектралния анализ, с чиято помощ се доказва елементарният състав на химичните вещества. Усъвършенства газовата горелка. Открива хром-цинковия електрохимичен елемент и спектралния анализ.

## Биография

### Ранни години
Бунзен е най-малкият от четиримата синове на професора по литература Кристиан Бунзен. След завършване на училището в Гьотинген и Холцмилден, той следва химия в Гьотингенския университет. През 1830 г. завършва дисертацията си Enumeratio ac descriptio hygrometrorum quae inde a Saussurii temporibus proposita sunt за хигрометъра. През 1831 г. получава научна степен. От 1832 до 1833 г., с помощта на провинциалната стипендия, пътува из цяла Западна Европа, за да се обучава. Тогава се запознава с Фридлиб Рунге, Юстус фон Либих в Гисен и Александър Митшерлих в Бон. След като се завръща от пътуването, Бунзен се хабилитира и започва експериментите си за разтворимостта на метални соли на арсенова киселина. И до днес откритията му са считани за антидот срещу отравяне с арсен.

### Марбург
През 1839 г. Бунзен е назначен в Марбургския университет, където работи по химичните взаимодействия и развитие на аналитичните газови методи. Неговите постижения се разпространяват бързо и надалеч. През 1841 г. разработва цинково-въглеродна батерия, която е рентабилна и дълготрайна.

### Вроцлав
През 1850 г. Бунзен приема покана от Вроцлавския университет, където му построяват нова лаборатория. Тук се запознава с физика Густав Кирхоф. Бунзен се задържа в града само три години.

### Хайделберг
През 1852 г. Бунзен заема мястото на Леополд Гмелин в Хайделбергския университет. И тук той получава лаборатория (със служебно жилище). Чрез азотна киселина той успява да извлече чисти метали като хром, магнезий, алуминий, манган, натрий, барий, литий и калций с помощта на електролиза. От 1852 г. започва плодотворно сътрудничество с британския химик Хенри Роско, в което изучават фотохимичното образуване на хлороводород. Съвместната работа с Роско продължава седем години, един важен резултат от това е прилаганият във фотографията закон на Бунзен и Роско (закон за реципрочността).
През 1859 г. заедно с Кирхоф се занимава със спектроскопия на химичните елементи. С помощта на спектроскопията става възможно, чрез нагряване на химични вещества с огън, да се появят характерните спектрални линии. За тази цел Бунзен усъвършенства горелката, открита от Майкъл Фарадей и тя по-късно е наречена бунзенова.
Чрез спектроскопията на минералната вода в Бад Дюркхайм 1860 – 61 г. Бунзен и Кирхоф откриват алкалните метали цезий и рубидий. С тези изследвания става възможно обяснението на Фраунхоферовите линии и така двамата полагат основите на модерната астрономия.

### Последни години
Когато Бунзен навършва 78 години, той се отдава напълно на геологията, с която дотогава се занимава само като хоби.
Бунзен умира на 88 години на 16 август 1899 г. в Хайделберг. Гробът му се намира в Хайделбергското гробище.
В некролога му Роско казва:
| „ | Като изследовател той беше велик. Като учител – дори още по-велик. Като човек и приятел той бе най-великият. (на англ.: „As an investigator, he was great. As a teacher, even greater. As a man and friend, he was greatest.“) | “ |

## Отличия
- През 1875 г. е приет като чуждестранен член на Академия деи Линчеи в Рим